# Pierre-Louis de Leyssin
Pierre-Louis de Leyssin (* 2. Mai 1722 in Aoste; † 26. August 1801 in Nürnberg) war ein französischer römisch-katholischer Geistlicher, Erzbischof und Emigrant.

## Leben

### Der Generalvikar
Leyssin entstammte einer Adelsfamilie der Dauphiné. Sein Geburtsdatum ist umstritten. Es schwankt je nach Quelle zwischen 1721, 1722 (so der Historiker Matthias Winkler) und 1724. Mit 10 Jahren war er bereits Kanoniker des Kapitels der Peterskirche in Vienne. Er studierte in Paris, wurde 1747 zum Priester geweiht (inkardiniert im Bistum Belley) und 1748 zum Doktor der Theologie promoviert. Von 1750 bis 1767 war er Generalvikar, zuerst im Erzbistum Vienne, ab 1752 im Bistum Castres und ab 1761 im Bistum Troyes. Von 1762 bis 1767 war er gleichzeitig Kommendatarabt der Prämonstratenserabtei Notre-Dame de Sept-Fontaines in der Thiérache.

### Der Erzbischof
Am 5. Juli 1767 wurde er in der Kirche Saint-Sulpice in Paris durch Alexandre Angélique de Talleyrand-Périgord zum Bischof geweiht und zum Erzbischof von Embrun ernannt. Zum Erzbistum gehörten die Bistümer Digne, Grasse, Vence, Glandèves, Senez und Nizza. 1768 trat er in Embrun sein Amt an. In seiner Amtszeit fiel er durch Gelehrsamkeit auf sowie durch seine Neigung zum Prozessieren.

### Flucht nach Franken und Tod in Nürnberg
Da er 1790 den von der Französischen Revolution geforderten Eid auf die Zivilverfassung des Klerus ablehnte, wurde er am 30. Januar 1791 abgesetzt und am 8. März durch Ignace de Cazeneuve (1747–1806) ersetzt. Dessen Ankunft am 23. April 1791 zwang ihn zur Flucht nach Mont-Dauphin, von wo er seinen Nachfolger exkommunizierte. Am 13. Juli 1791 floh er weiter über Ceillac, den Col de Tronchet, Maurin (Saint-Paul-sur-Ubaye) und den Col de Mary ins Piemont. Er ließ sich zunächst in Chambéry nieder, musste aber am 21. September 1792 vor den französischen Truppen erneut fliehen und lebte bis 1798 in der Schweiz (vornehmlich in Lausanne). 1798 ging er nach Süddeutschland. Im März 1799 stellte er sich bei Fürstbischof Christoph Franz von Buseck in Bamberg vor, erreichte aber keine Aufenthaltsgenehmigung, da für sein großes Gefolge kein Platz war. Er nahm deshalb in Nürnberg Aufenthalt, wo er im August 1801 verstarb und von Jean-Denis-François Camus beerdigt wurde.